# Performance (film)
Performance är en brittisk dramafilm från 1970 i regi av Donald Cammell och Nicolas Roeg.
1999 placerade British Film Institute filmen på 48:e plats på sin lista över de 100 bästa brittiska filmerna genom tiderna.

## Rollista i urval
| James Fox         | – Chas Devlin |
| Mick Jagger       | – Turner      |
| Anita Pallenberg  | – Pherber     |
| Michèle Breton    | – Lucy        |
| Ann Sidney        | – Dana        |
| John Bindon       | – Moody       |
| Stanley Meadows   | – Rosebloom   |
| Allan Cuthbertson | – advokaten   |